# Slavjanovo
Slavjanovo (in bulgaro Славяново?) è una città bulgara appartenente alla municipalità di Pleven.
Si trova nella pianura danubiana, a nord-est di Pleven. A dicembre 2009 aveva una popolazione di 4.422 abitanti.
Il vecchio nome di Slavjanovo è Turski Trăstenik (in bulgaro Турски Тръстеник?) ed esisteva già nel XVIII secolo. Fu dichiarata ufficialmente una città nel 1974. Slavjanovo è gemellata con la città tedesca di Kaiserslautern. La popolazione è prevalentemente ortodossa orientale, ma negli anni '30 c'era anche una piccola comunità protestante. La maggior parte dei residenti è di etnia bulgara, anche se la città ha una popolazione rom in crescita, e attualmente vivono anche discendenti di tatari di Crimea.